# Plagiobothrys humilis
Plagiobothrys humilis är en strävbladig växtart som först beskrevs av Hipólito Ruiz López och Pav., och fick sitt nu gällande namn av Ivan Murray Johnston. Plagiobothrys humilis ingår i släktet tiggarstavar, och familjen strävbladiga växter. Inga underarter finns listade i Catalogue of Life.